# Hermann Maurer (Informatiker)

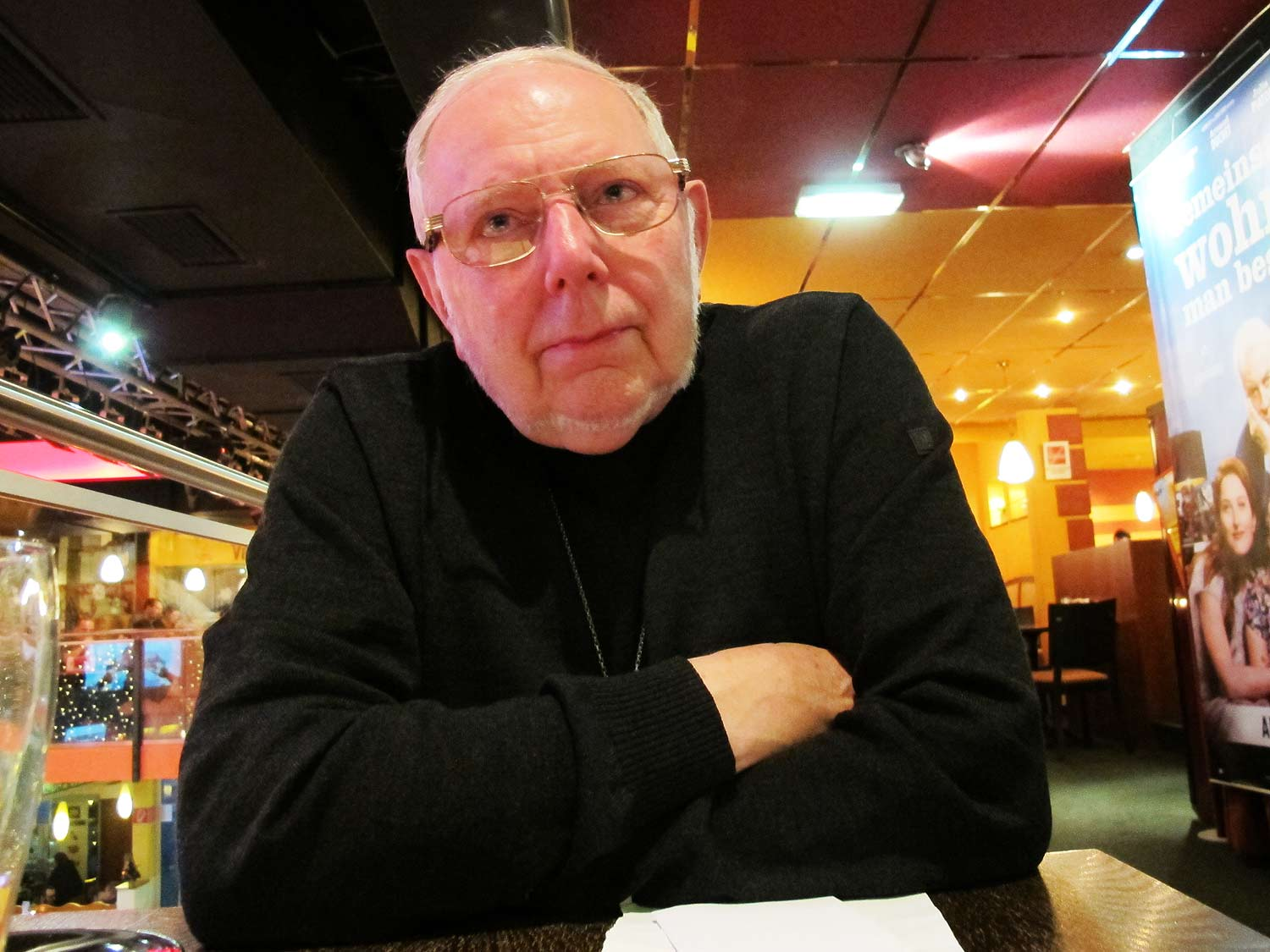
Hermann Maurer (2016)

Hermann Maurer (* 26. April 1941 in Wien) ist Professor Emeritus an der Technischen Universität Graz, Institut für Informationssysteme und Computer Medien. Arbeitsgebiet: Multimedia, E-Learning, Citation Mining, Digital Libraries, Citation Index, Digitale Bibliotheken, Semantic Web, Digital Journals, Electronic Encyclopaedias, Digital Libraries, E-Book, Algorithmen, MUPID, Hyperwave, Digital Libraries, Elektronisches Publizieren, Datenstrukturen, Telematikdienste, Internet, Societal Implications. Maurer verfasst auch Science-Fiction-Literatur.
Maurer wird im Zusammenhang mit dem von Computer-Pionier Heinz Zemanek gegründeten und geleiteten IBM Laboratorium Wien genannt, denn „das Wiener IBM Laboratorium entwickelte nicht nur Konzepte der Informatik, es entwickelte auch Menschen.“ Damit meint Gerhard Chroust „ein Klima, in dem parallel zur technischen Arbeit für IBM auch die wissenschaftliche Aufarbeitung ihren Platz fand. Dieses Klima trug Früchte: Aus dem relativ kleinen Team von etwa 40 Personen gingen 17 Universitätsprofessoren hervor“. Einer davon ist Maurer.

## Technische und wirtschaftliche Beiträge
Hermann Maurer wurde 1965 bei Edmund Hlawka zum Thema Rationale Approximationen irrationaler Zahlen promoviert. Nach fünfjähriger Tätigkeit als Professor in Calgary und sechsjähriger in Karlsruhe (1971–1977) ist er seit 1978 ordentlicher Professor an der Technischen Universität Graz und war dort Gründungsdekan der Fakultät für Informatik.
Maurer hat nach elf Jahren theoretischer Arbeit als Informatiker entscheidende Beiträge zur Entwicklung des Bildschirmtexts geleistet und ist einer breiten Öffentlichkeit als (Mit-)Erfinder des österreichischen Bildschirmtextterminals MUPID bekannt.
Zahlreiche von Maurers ehemaligen Studenten und Anhängern in der österreichischen Bildschirmtextbewegung nahmen in späteren Jahrzehnten namhafte Stellungen in der österreichischen Informatik- und Telekommunikationswirtschaft sowie in der öffentlichen Verwaltung ein.
Maurer ist Mitglied der Finnischen Akademie der Wissenschaften, externes Mitglied des Beratungsausschusses der Universität Kuching in Malaysia, Visiting Professor der Donau-Universität Krems und seit 2000 ordentliches Mitglied der Academia Europaea. Im April 2009 wurde er zum Vorsitzenden der Informatik-Sektion der Academia Europaea bestellt, für die er seitdem ein Informationssystem aufbaut (www.ae-info.org).
Maurers Forschungen auf dem Gebiet des Wissensmanagements haben unter anderem zur Gründung der Firma Hyperwave geführt, mit der er das erste Web Based Informationssystem der zweiten Generation einführte. Dort war er einige Zeit Vorsitzender des Aufsichtsrates. Ihm zu Ehren wurde von Anton Reiter als Vertreter des damaligen Bildungsministeriums die Herstellung einer Telefonwertkarte unter dem Motto „Vom MUPID zum Hyperwave“ in Auftrag gegeben und ihm im Rahmen der Informationstagung Mikroelektronik 1999 feierlich überreicht. Von 2006 bis 2009 war er stellvertretender Vorsitzender des Aufsichtsrates der NewHyperG AG. Ebenso entwickelte er unter anderem die eLearning Suite, eine moderne, netzbasierte Unterrichtsplattform.
Insgesamt sind unter seiner Mitwirkung rund 30 Firmen und Organisationen gegründet worden, darunter das Austria-Forum, ein Forschungsprojekt, das auf dem Österreich-Lexikon AEIOU aufbaut und von Universitätsprofessor Maurer als leitendem Herausgeber gemeinsam mit den Mitherausgebern Trautl Brandstaller, Helga Maria Wolf und Peter Diem betreut wird. Es sind aber auch qualifizierte User eingeladen, Beiträge zur Verfügung zu stellen und Mitglieder des „Editorial-Boards“ zu werden.
Hermann Maurer gründete 1999 das Kompetenzzentrum für Knowledge-Management in Graz. Zusammen mit dem dann bestellten Leiter Klaus Tochtermann initiierte er im Jahre 2001 auch die Tagungsreihe I-KNOW.
Maurer hat rund 750 Publikationen verfasst und über tausend Vorträge gehalten. Von ihm wurden zirka 60 Personen promoviert oder habilitiert.

## Aussagen zur Zukunft
In seinen neueren Publikationen und Interviews beschäftigt er sich unter anderem mit der Zukunft des Computers und begründet, dass künftige Computeranwendungen mit heutigem Verständnis kaum ausreichend beschrieben werden können. Zur Erklärung zukünftiger Anwendungen verwendet er daher neu interpretierte Fachausdrücke wie Telepathie oder Teleportation.

„Als Spielwiese für solche Überlegungen dient Maurer etwas, was in seiner Zunft oft belächelt wird – Science-Fiction-Geschichten. ‚Ich entwerfe darin Szenarien, die eintreten könnten’, sagt der Professor.…“

In seinen Vorträgen weist er auch auf die Risiken der Informationstechnologie hin, beispielsweise auf die Anfälligkeit der Datennetze für terroristische Angriffe. Auch die Verbindung von Stromversorgungsnetzen und Computernetzen bezeichnet er in diesem Zusammenhang als sehr problematisch. Als Lösung sieht er die Abkehr vom Von-Neumann-Prinzip der Gleichbehandlung von Programmen und Daten und die Verlagerung des Betriebssystems in die Hardware – etwa auf Nur-Lese-Chipspeicher – um sie gegen den Angriff von Viren zu schützen.
Maurer sieht auch die gesellschaftlichen Risiken der Globalisierung für den Arbeitsmarkt, die Landwirtschaft und durch den Terrorismus, den er im Wesentlichen aus der sozialen Ungleichheit gespeist sieht. Er schlägt maßvolle Steuern zum Schutz der regionalen Landwirtschaften vor und plädiert energisch dafür, mehr für das soziale und ökologische Aufholen der weniger entwickelten Länder zu tun.

## Belletristik
Maurer verfasste eine belletristische Buchreihe über die XPerten die am ehesten dem Genre Science-Fiction zuordenbar ist. Darin prognostiziert er häufig technologische oder technisoziale Entwicklungen. So wurde in mehreren Bänden dieser Serie das Smartphone vor seiner eigentlichen Erfindung vorhergesagt.

## Auszeichnungen
Maurer ist Ehrendoktor der Universitäten St. Petersburg, Calgary und Karlsruhe sowie seit 2001 Träger des Österreichischen Ehrenkreuzes für Wissenschaft und Kunst Erster Klasse und des Großen Goldenen Ehrenzeichens des Landes Steiermark. 1996 wurde er zum auswärtigen Mitglied der Finnischen Akademie der Wissenschaften gewählt. 2000 wurde er zum ordentlichen Mitglied der Academia Europaea gewählt.

## Publikationen
- Theoretische Grundlagen der Programmiersprachen, Bibliographisches Institut, 1969
- Datenstrukturen und Programmierverfahren, mit Hans W. Six. Vieweg & Teubner,  ISBN 97835-1902-328-9, 1974
- Als Herausgeber: Hypertext, Hypermedia '91 Informatik-Fachberichte, Springer Verlag, 1991
- Sklaverei in Österreich? oder Obst in die Parks! : die Dokumentation einer elektronischen Diskussion. Maurer, Hermann, Wien, Fric, 1989
- Um die Welt mit Zwischenfällen … und mehr : Stücke einer Biographie. Maurer, Hermann, Johannes Martinek Verlag, Dezember 2020
- Der Telekinet. Maurer, Hermann. Freya-Verlag. 2002
- Die Parakämpfer. Maurer, Hermann. Freya-Verlag. 2004
- Das Paranetz. Zusammenbruch des Internets. Maurer, Hermann. Freya-Verlag. 2004
- Der Para-Doppelgänger. Maurer, Hermann. Freya-Verlag. 2003
- Kampf dem großen Bruder. Maurer, Hermann. Freya-Verlag. 2006